# Laelia suzukii
Laelia suzukii är en fjärilsart som beskrevs av Matsumura 1921. Laelia suzukii ingår i släktet Laelia och familjen tofsspinnare. Inga underarter finns listade i Catalogue of Life.